# Reloj de cuarzo alimentado mecánicamente

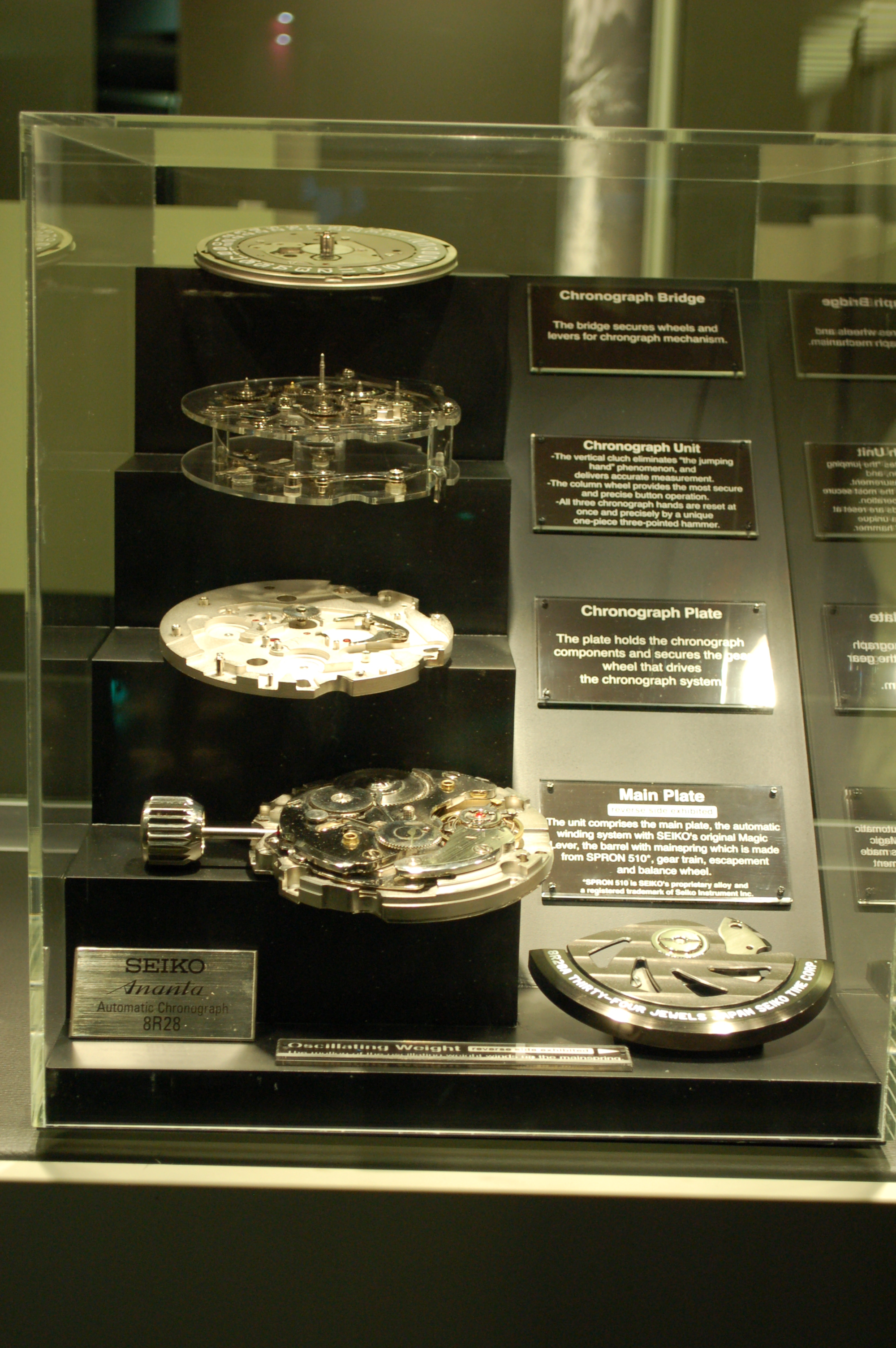
Expositor mostrando la tecnología del reloj "Spring drive" 8R28

La tecnología de alimentación mecánica (nombre comercial en inglés: Spring Drive, "accionamiento por resorte") es utilizada por una familia de relojes de cuarzo que disponen de movimientos de cuerda manuales o automáticos, diseñados y fabricados por el grupo japonés Seiko desde 1977, principalmente para sus modelos de lujo Grand Seiko y Credor.

## Funcionamiento
La tecnología Spring Drive se presenta como una combinación de dos tecnologías muy diferentes:
- Al igual que un reloj mecánico, este calibre utiliza, como fuente de energía, un sistema de cuerda manual o automático mediante un resorte motor. Esto evita la necesidad de disponer de una pila.
- Sin embargo, el sistema regulador de la hora es un oscilador de cuarzo.

El resorte del barrilete acciona, mediante multiplicación mecánica, el rotor de una pequeña dinamo, que sirve a la vez como freno para controlar la velocidad de movimiento del reloj y como fuente de electricidad para un circuito integrado, que compara constantemente la velocidad de rotación de la dinamo y la cadencia de referencia dada por el oscilador de cuarzo, con el fin de regular el movimiento.

## Ventajas

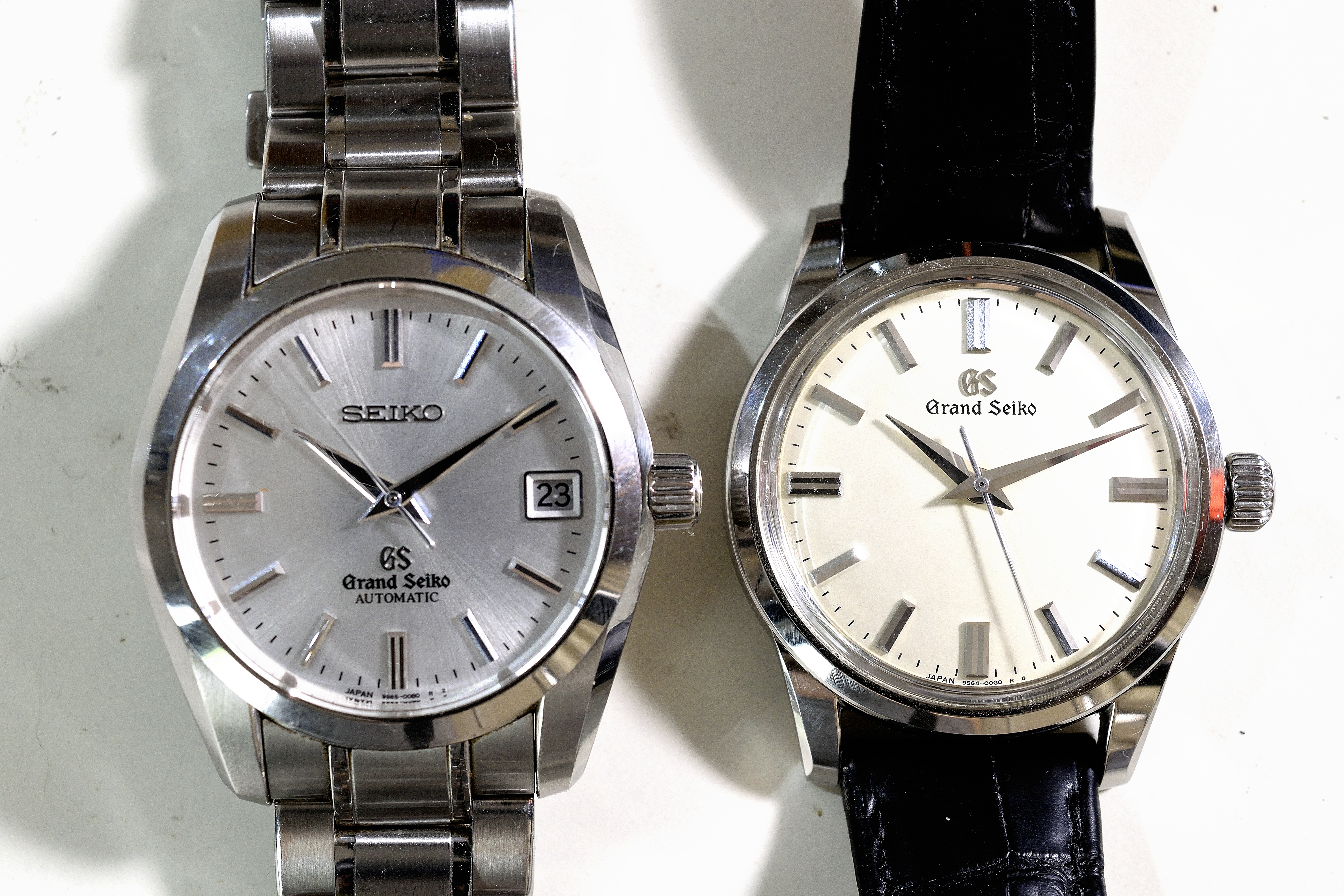
Relojes Grand Seiko

Los movimientos de resorte tienen la precisión asociada a los movimientos de cuarzo, con una deriva máxima de alrededor de 15 segundos por mes, que ningún movimiento mecánico iguala. La rueda del generador tiene un movimiento continuo y unidireccional, sin contacto, lo que garantiza un menor desgaste de las piezas, en comparación con el movimiento de ida y vuelta de un escape mecánico. El segundero avanza de forma perfectamente continua y no a pequeños impulsos, y además el reloj no requiere ningún reemplazo de batería.

## Historia y sucesivos calibres
El primer movimiento que utilizó esta tecnología fue diseñado por Yoshikazu Akahane ((en japonés) 赤羽 好和) en 1977, para la compañía Suwa Seikosha, absorbida unos años más tarde por Seiko. Esta tecnología ha sido objeto de aproximadamente 230 patentes.
Los primeros movimientos eran de cuerda manual y tenían una reserva de marcha de 48 horas. La segunda generación, todavía en producción, tiene cuerda automática, una reserva de marcha aumentada a 72 horas y mayor precisión. Existen muchas variantes que ofrecen diferentes complicaciones: fecha, función GMT (segunda zona horaria con 24 horas), fases de la luna, repetición de minutos o cronógrafo.
Desde 2021, una tercera generación de movimiento ofrece una reserva de marcha de 5 días, una precisión mejorada de +/-10 segundos por mes y una reducción del grosor del movimiento de 0,8 mm.